# Bohumilice (Prachaticei járás)
Bohumilice falu és önkormányzat (obec) Csehország Dél-csehországi kerületének Prachaticei járásában. Területe 3,42 km², lakosainak száma 306 (2009. 12. 31). A falu Prachaticétől mintegy 17 km-re északnyugatra, České Budějovicétől 50 km-re nyugatra, és Prágától 119 km-re délre fekszik.

## Nevezetességek
- A falu közepén áll a 13. század végén, gótikus stílusban épült Szentháromság templom.
- 1829-ben egy helyi földműves egy 57 kg súlyú meteoritot talált, amely jelenleg a Cseh Nemzeti Múzeumban látható.

## Népesség
A település népessége az elmúlt években az alábbi módon változott:
| Lakosok száma | 423  | 423  | 442  | 380  | 347  | 322  | 322  | 321  | 332  | 329  |
|               | 1869 | 1890 | 1921 | 1950 | 1980 | 2001 | 2017 | 2019 | 2022 | 2024 |

## Külső hivatkozások
- A település honlapja